# Johannes von Tischendorf
Johannes Albert Alexander von Tischendorf (* 3. Juni 1850 in Leipzig; † 30. Mai 1923 ebenda) war ein deutscher Jurist und Senatspräsident am Reichsgericht.

## Leben

### Herkunft und Familie
Tischendorf war ein Sohn des Theologen Constantin von Tischendorf (1815–1874) aus dessen Ehe mit Angelika Zehme (1822–1905). Der Diplomat Paul Andreas von Tischendorf (1847–1914) war sein Bruder und die Malerin Angelika von Tischendorf (1858–1917) seine Schwester.
Seit dem 3. Oktober 1898 war Tischendorf mit Josephine von Teichman und Logischen (1865–1944), Tochter des Generalleutnants Arved von Teichman und Logischen (1829–1898), in 2. Ehe verheiratet.

### Laufbahn
Nach seinem Studium und Promotion zum Dr. jur. et phil. wurde Tischendorf im Jahr 1881 Landgerichtsrat am Landgericht Leipzig. Er war auch Offizier der sächsischen Armee, zuletzt Oberleutnant der Reserve im 8. Infanterie-Regiment „Prinz Johann Georg“ Nr. 107. 1888 wurde er zum Regierungsrat im Reichsjustizamt in Berlin ernannt. 1890 wurde er Geheimer Regierungsrat und Vortragender Rat und 1897 Geheimer Oberregierungsrat. 1907 wurde er kaiserlich deutscher Wirklicher Geheimer Oberregierungsrat mit dem Rang eines Rates erster Klasse.
1912 wurde er, als Nachfolger von Gustav Kaufmann (1842–1919), zum Präsidenten des V. Strafsenats an das Reichsgericht in Leipzig berufen. Als solcher wurde er 1917 zum königlich preußischen Wirklichen Geheimen Rat mit dem Titel Exzellenz ernannt. 1921 trat er in den Ruhestand.
Tischendorf war Mitherausgeber der Deutschen Juristen-Zeitung.
Johannes von Tischendorf wurde im Tischendorfschen Erbbegräbnis in der VI. Abteilung des Neuen Johannisfriedhofs beerdigt. Darin ruhen auch sein Vater, seine Mutter, sein Bruder Paul und seine Schwester Angelika.

## Werke
- Die Natur der Wiederkaufsberedung nach gemeinen und sächsischem Rechte. 1880 (Google-Buchsuche).
- Koalitionszwang und Erpressung im gewerblichen Lohnkampfe. Decker, Berlin 1908, OCLC 249812533 (Google-Buchsuche).